# 西勢水庫
西勢水庫，又稱暖暖水庫，位於基隆市暖暖區西勢坑，距離基隆港約5.2公里，主要水源以攔取基隆河暖暖溪上游西勢溪的溪水。興建於日治時代，是台灣第一座專供民生用水的水庫，與新山水庫一同供應基隆地區的用水。

## 歷史沿革

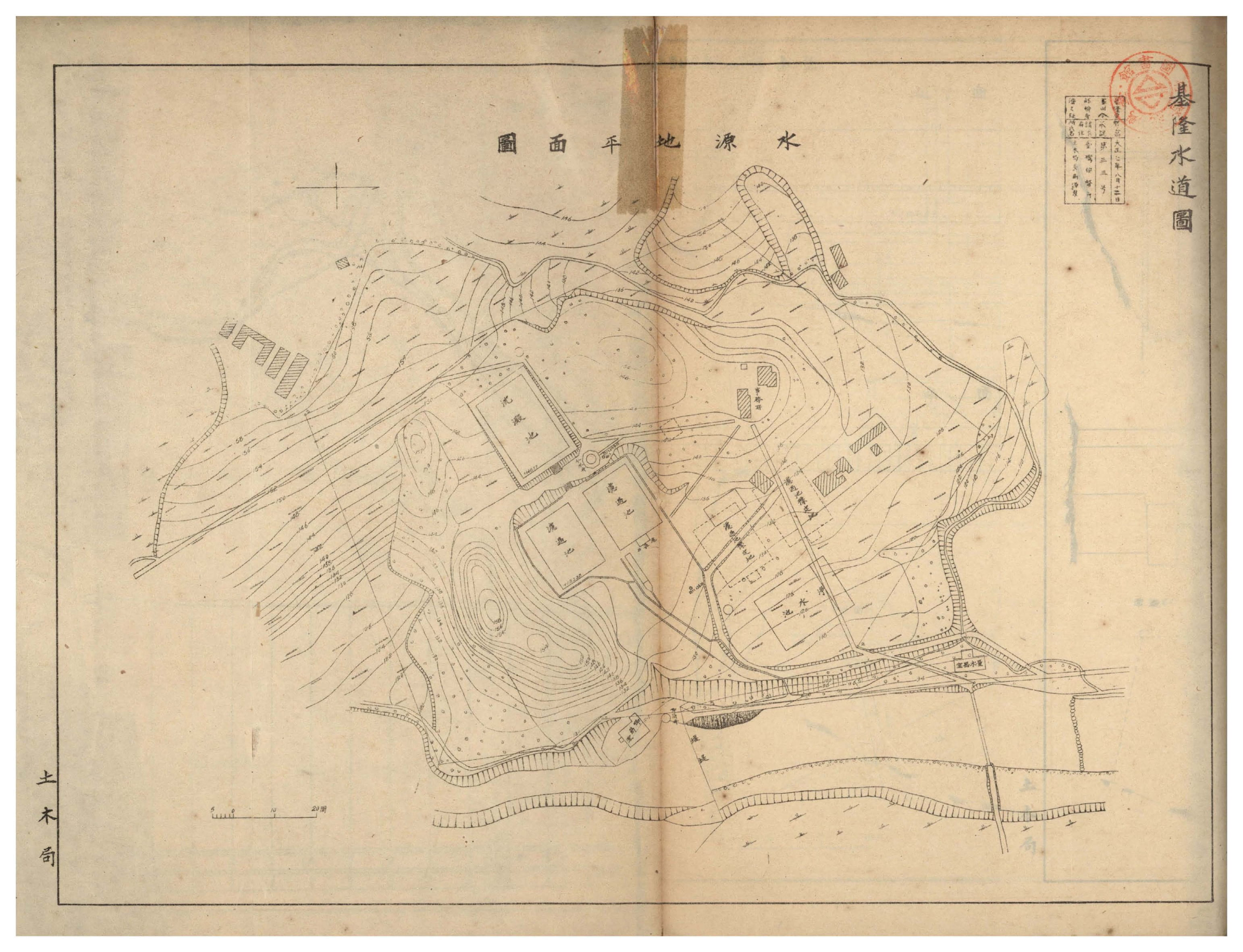
日治時期時的基隆水道水源地平面圖

臺灣水運系統的發展始為1896年（明治29年）1898年，西勢水庫原名基隆水道及水源地，時任臺灣總督桂太郎為解決基隆用水問題與改善衛生環境，則邀擔曾於日本各地參與水道工程設計的英國蘇格蘭技師威廉·巴爾頓（William K. Burton）任為衛生工程顧問技師，及其聘為衛生工程技師協助的學生濱野彌四郎等人開始於臺灣各地進行衛生工程調查與設計。，並興建攔河堰以截取溪水，用幫浦抽水入淨水場，再輸送給用戶。水道工程自明治31年(1898年)動工，1899年，則在東勢溪及西勢溪合流處下游設置土堰堤。1902年正式供水，為日人治臺初期僅次於淡水水道的一項公共衛生水道設施。隨著用水需求增加，1923年（大正12年），於現址開始興建水庫，1926年7月完工。水庫舊稱「基隆水道貯水池」。
基隆水道興建完成以來，一直肩負著供應基隆市民生、工業用水的重任，其景觀元素包括水庫（西勢水庫）、暖暖溪攔河堰、抽水機房、沉澱池、慢濾池、淨水池、分水井等設施大多都維持原貌，且部分設施目前仍在繼續使用中。由於基隆地區人口增加，民生用水早已不敷供應，且因受限於水庫集水區面積，始終無法再擴建增加蓄水量。目前扮演支援新山水庫之備用水庫。

## 結構
西勢水庫主壩頂標高 73.6 公尺，壩高為 29.57 公尺，溢洪道設於西勢溪的右岸，為混凝土重力式無閘門控制溢洪道。曲線形混凝土壩體外觀古樸優美。

## 園區古蹟

### 幫浦間
暖暖淨水場幫浦間，又名基隆水道幫浦間，目前為基隆市歷史建築，也是西勢水庫少數完整保留具歷史性的水利工程設施。建造於坡地上，屋身及開口部皆飾有洗石子環帶,四角以假柱予以強調，室內屋舍則是以內離心式幫浦，由引擎驅動。

### 八角井樓
暖暖淨水場八角井樓，又名基隆水道分水閥，目前為基隆市歷史建築，也是西勢水庫少數完整保留具歷史性的水利工程設施，八角樓(分水閥)以裸磚構成，上、下環有白色洗石子，屋身各切面皆開高窗，入口形式為磚砌弧拱；過濾池水閥為立方形建機房，材料。過去曾從水庫取原水直接至後側的分水井，再接入北側清水井直接外送，或是引西勢溪水自唧筒室送入八角分水井，再接入北側清水井連接水錶室外送至基隆市區，當前閒置狀態。

### 基隆水道貯水池記念碑
基隆水道貯水池記念碑，位於在⽔庫入⼝處，結構是由⽔管製作⽽成，記念碑⽂則詳載基隆⽔道儲⽔庫⼯程概要和儲⽔庫的相關諸元(⾯積、容積、堰堤的數據，⽇元計價的⼯程費⽤、開⼯完⼯的紀元年)。

## 外部連結
- 暖暖淨水場——文化部文化資產局 （页面存档备份，存于）
- 暖暖淨水場八角井樓——文化部文化資產局 （页面存档备份，存于）
- 暖暖淨水場幫浦間（幫浦間）——文化部文化資產局 （页面存档备份，存于）